# Werner Schmuck

Werner Schmuck

Werner Schmuck (* 17. Juni 1899 in Berlin; † 21. Februar 1940 in Berlin-Kreuzberg) war ein deutscher Politiker (NSDAP).

## Leben und Wirken
Nach dem Besuch der Volksschule wurde Werner Schmuck an einer Präparandenanstalt ausgebildet.  Während des Ersten Weltkriegs trat er 1917 in die Preußische Armee ein und befand sich nach Kämpfen an der Westfront für eineinhalb Jahre in belgische Kriegsgefangenschaft. Nach seiner Heimkehr arbeitete Schmuck zunächst als Bankbeamter.
Von 1928 bis zum Mai 1933 amtierte Schmuck als Gaugeschäftsführer und Gaupropagandaleiter des Gaues Ostmark der NSDAP. Im Juni 1933 wurde er zum stellvertretenden Gauleiter des Gaues Kurmark und zum Kreisleiter des Kreises Oststernberg der NSDAP ernannt.
Von 1932 bis zur Auflösung dieser Körperschaft im Herbst 1933 war Schmuck Mitglied des Preußischen Landtages. Anschließend saß er von November 1933 bis zum März 1936 als Abgeordneter für den Wahlkreis 5 (Frankfurt an der Oder) im nationalsozialistischen Reichstag.
Seit 1933 bekleidete er außerdem das Amt des Landrats in Zielenzig.
Im August 1935 wurde er als rangältester Amtswalter der NSDAP von Hermann Göring zu einem der 18 Preußischen Provinzialräte in den Provinzen Brandenburg und Grenzmark Posen-Westpreußen ernannt. 1937 hatte er dieses Amt bereits abgetreten.
Bei der Reichstagswahl am 29. März 1936 kandidierte er erneut, erhielt aber kein Mandat mehr.